# 北歐光學望遠鏡

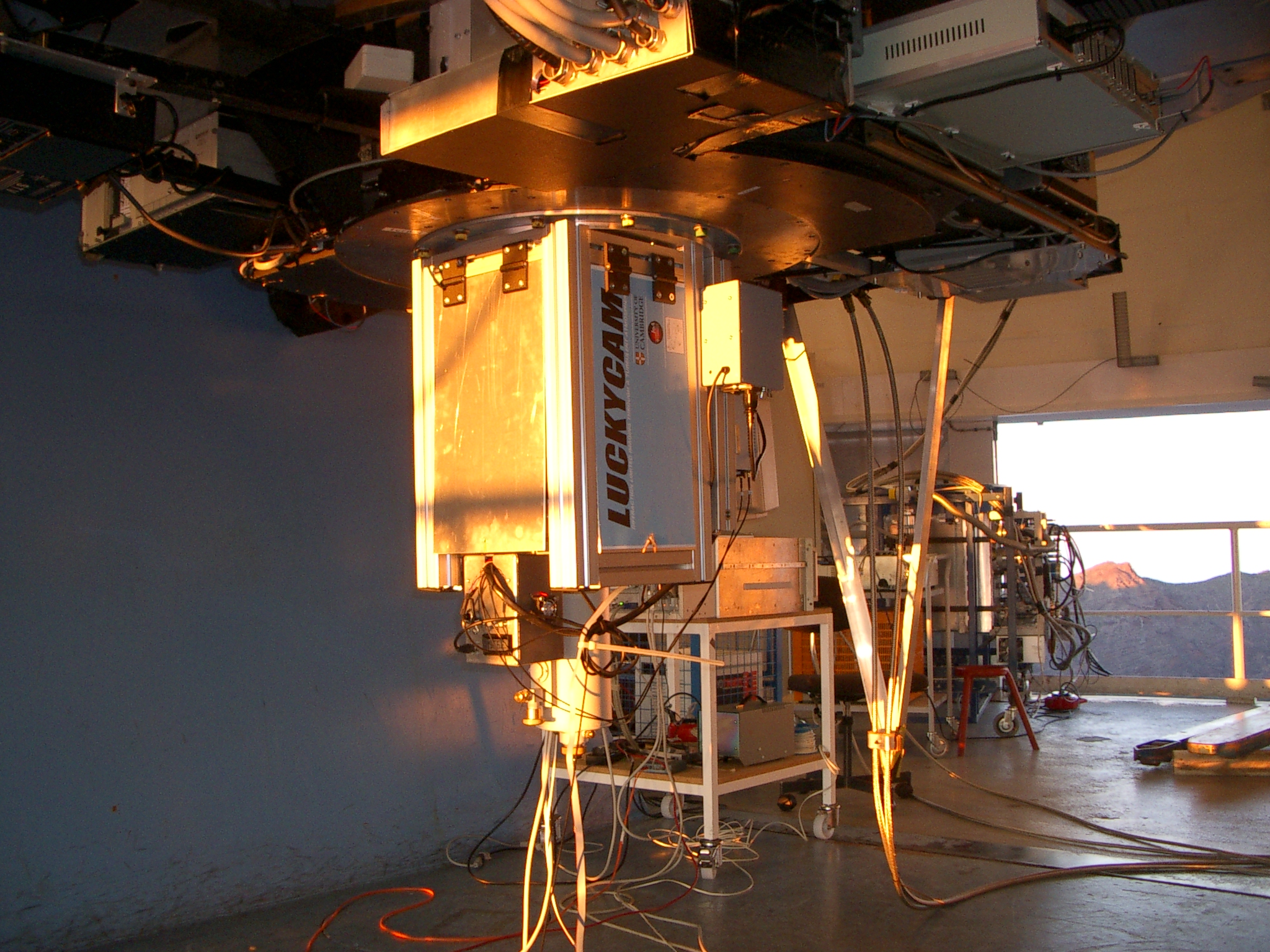
望遠鏡內部，顯示卡塞格倫焦點上的儀器。

北歐光學望遠鏡（英語：Nordic Optical Telescope，縮寫：NOT）是位於加那利群島的拉帕爾馬的穆查丘斯羅克天文台的一架天文望遠鏡。該望遠鏡於1988年首次亮相，並於1989年9月正式落成。常規觀測始於1990年。它由丹麥、瑞典、挪威、芬蘭和（自1997年以來）冰島資助。通過國際時間分配委員會，直接向資助國和所有國籍的天文學家提供存取權限。
主鏡的直徑為2.56（101英寸）。光學成形是德國美茵茲肖特玻璃廠的微晶玻璃製成的鏡坯，在世界天文台的光學實驗室完成的。
雖然NOT被設計為被動望遠鏡，但它的鏡子被設計為懸掛在氣動支撐系統上，即使沒有主動迴響回路，鏡子也足够厚，得以保持其形狀。設計者們計畫，這一點和鏡子的靈活性將允許實現所謂的主動光學系統，這一功能當時正在為ESO的新技術望遠鏡開發中。在1992年，NOT安裝了這一套主動光學系統。

## 儀器和儀表
NOT可以操作三個在卡塞格倫焦點下安裝的儀器，但一次只能安裝一個：
- ALFOSC （页面存档备份，存于）：CCD照相機和光波分光計。這是一種多功能儀器，可以獲得最多的聚焦時間。它包括一個偏振模塊，可用於偏振測量和分光偏振測量。
- NOTCam: 近紅外照相機和攝譜儀。
- MOSCA:在光譜的藍色端具有高效率的4-CCD拼接相機。

還有兩個儀器，永久安裝在折疊的卡塞格倫配置上。可伸縮折疊後視鏡允許在短時間內從主儀表切換到其中任何一個。
- FIES （页面存档备份，存于）: 與熱和機械不穩定性隔離的交叉色散高解析度階梯攝譜儀。這是望遠鏡的最新擴充。
- StanCam: 100萬畫素的CCD相機。它的靈敏度低於ALFOSC，視野較小，可以作為NOTCam的伴侶（提供光學測光），或者在沒有安裝ALFOSC也沒有MOSCA的情况下對「機會目標」程式做出反應。

### 訪客儀器
NOT已經託管了許多處於「訪客」狀態的儀器。
- TURPOL：UBVRI偏振測光計。TURPOL從一開始就安置於NOT狀態，但它不是通用儀器套件的一部分。
- PolCor （页面存档备份，存于）：「幸運」成像儀、偏振計和日冕儀的組合。
- LuckyCam （页面存档备份，存于）：適用於幸運成像的高幀率、低雜訊CCD相機。
- SOFIN：高解析度CCD光譜儀。該儀器於1991年首次使用，在NOT工作了多年，最終於2014年退役。

### 未來
目前正在開發一種新的NOT儀器，工作名稱為NTE。這種新儀器將永久安裝在卡塞格倫焦點上，在全光學和近紅外範圍內提供成像和光譜功能。

## 外部連結
- not.iac.es （页面存档备份，存于） - official site.
- Video （页面存档备份，存于） - Video about and at the telescope.